# The Man (The Killers)
The Man is een nummer van de Amerikaanse rockband The Killers uit 2017. Het is de eerste single van hun vijfde studioalbum Wonderful Wonderful.
In de tekst kijkt zanger Brandon Flowers terug op zijn jongere zelf, uit de tijd van Hot Fuss, en probeert hij zijn wilde karakter uit die tijd te verzoenen met wie hij nu is. Drummer Ronnie Vannucci Jr. zei dat de tekst van het nummer "grotendeels gaat over hoe toen we jonger waren, we ons onoverwinnelijk voelden. Wat het betekende om een 'man' van in de twintig te zijn. Je borst vooruit, de kostwinner, niets kon je stoppen, onoverwinnelijk soort dingen. Maar eigenlijk is dat niet echt het punt van een man zijn; het gaat eigenlijk meer om medeleven en empathie." Het nummer flopte in de Verenigde Staten en in Nederland, maar bereikte in Vlaanderen wel de 14e positie in de Tipparade.